# Sapé
El sapé o kaliana és una llengua extingida recentment parlada al llarg del riu Paragua i del riu Karuna. A mitjan dècada de 1900 només hi havia unes quantes dotzenes de parlants i, cap a la dècada del 2000, només es trobaven alguns parlants d’edat avançada. Sapé pot ser una llengua aïllada.

## Documentació
El sapé és una de les llengües existents amb més poca atestació a Amèrica del Sud, i no hi ha una descripció lingüística completa de la llengua més que les llistes de paraules disperses.
Les llistes de paraules han estat recollides per Armellada & Matallana (1942), Migliazza (1978), Walter Coppens, i Francia Medina. Hi ha quaderns de camp inèdits de Fèlix Cardona i Puig dels anys 1930-1940 que contenen dades lingüístiques del sapé.
Perozo et al. (2008: 175-176) també va ser capaç de recollir 44 paraules i 5 frases breus de semiparlants que vivien als pobles ninam de Boca de Ichún i Kavamaikén i al poble pemon de Karunkén a Veneçuela. Alguns dels semiparlants sapé s'han traslladat a Yuwapí Merú, un poble situat al Paragua Mitjà. També hi pot haver semiparlants de sapé que viuen al poble pemon de Venevené (Benebené, Veneveken).

### Loukotka (1968)
Loukotka (1968) llista els següents ítems bàsics de vocabulari per a Kaliána.
| glossa | Kaliána  |
| ------ | -------- |
| un     | koki     |
| dos    | ikiria   |
| tres   | komoña   |
| cap    | koyanukú |
| ull    | kam-kukú |
| dents  | kaká     |
| home   | mínõ     |
| aigua  | inám     |
| foc    | txokó    |
| sol    | yám      |
| manioc | téntu    |
| jaguar | pudzyín  |
| casa   | enaĩ     |

## Situació sociolingüística
Segons Rosés Labrada i Medina (2019), els darrers parlants fluents de sapé van ser Elena Lezama, que va morir el 2004, i Ramón Quimillo Lezama, que va morir el novembre de 2018. Tot i així, queden almenys 2 semiparlants. Situat tradicionalment al llarg del riu Karún i del riu Paragua superior, la majoria dels sapé s’han assimilat a pobles de parla pemon.

## Contacte lingüístic
Jolkesky (2016) assenyala que hi ha semblances lèxiques amb les llengües warao, txibtxa, Puinave-Kak, Jirajara, Tukano (especialment cubeo i wanano), arutani, i máku a causa del contacte.
Les similituds amb el txibtxa són principalment amb el subgrup Magdalena.:326